# Unione Sportiva Palermo 1951-1952
Questa voce raccoglie le informazioni riguardanti l'Unione Sportiva Palermo nelle competizioni ufficiali della stagione 1951-1952.

## Stagione
Nel quarto anno consecutivo nel campionato di Serie A, si registra la migliore serie utile di tutti i tempi: nelle prime undici partite il Palermo non subisce sconfitte e si trova al terzo posto in classifica, a due punti dalla Juventus e a tre dal Milan capolista. La settimana dopo si interrompe la striscia dei risultati utili consecutivi in massima categoria, ma una successiva vittoria riporta i rosanero in terza posizione, a due lunghezze dalla "grande" coppia di vertice. Proprio all'antivigilia di Natale del 1951, lo scontro diretto con la Juventus si risolve in una sconfitta per il Palermo. Tuttavia, il successivo andamento altalenante della formazione siciliana comportò alla fine al raggiungimento di un undicesimo posto in graduatoria, come nel 1948-1949.
Presidente per questa stagione (fino al 30 giugno 1952), che lo divenne già dalla metà dell'annata precedente (dal 26 gennaio 1951), fu Raimondo Lanza di Trabia. Egli, per esattamente quarantotto anni (dal 1954 al 2002), detenne il record del finanziatore più longevo del Palermo (e in Serie A per sei anni, dal 1948 al 1954), raggiunto e poi superato in questa speciale classifica da Maurizio Zamparini.

## Rosa
| N. |                      | Ruolo | Calciatore           |
| -- | -------------------- | ----- | -------------------- |
|    | Italia (bandiera)    | P     | Renato Bertocchi     |
|    | Italia (bandiera)    | P     | Vittorio Masci       |
|    | Italia (bandiera)    | P     | Luigi Pendibene      |
|    | Italia (bandiera)    | D     | Mario Boldi          |
|    | Turchia (bandiera)   | D     | Bülent Eken          |
|    | Italia (bandiera)    | D     | Mario Foglia         |
|    | Italia (bandiera)    | D     | Gino Giaroli         |
|    | Italia (bandiera)    | D     | Luciano Marchetti    |
|    | Italia (bandiera)    | D     | Ferruccio Santamaria |
|    | Italia (bandiera)    | C     | Bruno Alfier         |
|    | Danimarca (bandiera) | C     | Helge Bronée         |

| N. |                           | Ruolo | Calciatore        |
| -- | ------------------------- | ----- | ----------------- |
|    | Italia (bandiera)         | C     | Benigno De Grandi |
|    | Italia (bandiera)         | C     | Aredio Gimona     |
|    | Italia (bandiera)         | C     | Renato Martini    |
|    | Italia (bandiera)         | C     | Franco Maselli    |
|    | Italia (bandiera)         | A     | Pietro De Santis  |
|    | Italia (bandiera)         | A     | Dante Di Maso     |
|    | Italia (bandiera)         | A     | Bruno Micheloni   |
|    | Italia (bandiera)         | A     | Mario Torti       |
|    | Italia (bandiera)         | A     | Rolando Vicovaro  |
|    | Cecoslovacchia (bandiera) | A     | Čestmír Vycpálek  |

## Risultati

### Serie A

#### Girone di andata
| 9 settembre 1951 1ª giornata | Palermo | 2 – 0 | Fiorentina |  |

| 16 settembre 1951 2ª giornata | Palermo | 1 – 1 | Inter |  |

| 23 settembre 1951 3ª giornata | Sampdoria | 1 – 1 | Palermo |  |

| 30 settembre 1951 4ª giornata | Atalanta | 2 – 2 | Palermo |  |

| 7 ottobre 1951 5ª giornata | Palermo | 0 – 0 | Lazio |  |

| 14 ottobre 1951 6ª giornata | Palermo | 4 – 1 | Como |  |

| 21 ottobre 1951 7ª giornata | Udinese | 0 – 3 | Palermo |  |

| 28 ottobre 1951 8ª giornata | Novara | 1 – 1 | Palermo |  |

| 4 novembre 1951 9ª giornata | Palermo | 1 – 0 | Triestina |  |

| 18 novembre 1951 10ª giornata | Pro Patria | 0 – 0 | Palermo |  |

| 2 dicembre 1951 11ª giornata | Napoli | 1 – 2 | Palermo |  |

| 9 dicembre 1951 12ª giornata | Palermo | 0 – 2 | Torino |  |

| 16 dicembre 1951 13ª giornata | Palermo | 4 – 1 | Padova |  |

| 23 dicembre 1951 14ª giornata | Juventus | 4 – 0 | Palermo |  |

| 30 dicembre 1951 15ª giornata | SPAL | 3 – 0 | Palermo |  |

| 6 gennaio 1952 16ª giornata | Palermo | 1 – 1 | Bologna |  |

| 13 gennaio 1952 17ª giornata | Palermo | 1 – 1 | Milan |  |

| 20 gennaio 1952 18ª giornata | Lucchese | 1 – 0 | Palermo |  |

| 27 gennaio 1952 19ª giornata | Palermo | 2 – 0 | Legnano |  |

#### Girone di ritorno
| 3 febbraio 1952 20ª giornata | Fiorentina | 2 – 1 | Palermo |  |

| 20 febbraio 1952 21ª giornata | Inter | 5 – 0 | Palermo |  |

| 17 febbraio 1952 22ª giornata | Palermo | 0 – 0 | Sampdoria |  |

| 24 febbraio 1952 23ª giornata | Palermo | 0 – 1 | Atalanta |  |

| 9 marzo 1952 24ª giornata | Lazio | 1 – 1 | Palermo |  |

| 16 marzo 1952 25ª giornata | Como | 4 – 0 | Palermo |  |

| 23 marzo 1952 26ª giornata | Palermo | 2 – 1 | Udinese |  |

| 30 marzo 1952 27ª giornata | Palermo | 3 – 1 | Novara |  |

| 6 aprile 1952 28ª giornata | Triestina | 2 – 0 | Palermo |  |

| 13 aprile 1952 29ª giornata | Palermo | 1 – 2 | Pro Patria |  |

| 20 aprile 1952 30ª giornata | Palermo | 1 – 1 | Napoli |  |

| 27 aprile 1952 31ª giornata | Torino | 2 – 0 | Palermo |  |

| 4 maggio 1952 32ª giornata | Padova | 3 – 2 | Palermo |  |

| 11 maggio 1952 33ª giornata | Palermo | 0 – 0 | Juventus |  |

| 18 maggio 1952 34ª giornata | Palermo | 3 – 0 | SPAL |  |

| 1º giugno 1952 35ª giornata | Bologna | 0 – 0 | Palermo |  |

| 8 giugno 1952 36ª giornata | Milan | 4 – 0 | Palermo |  |

| 15 giugno 1952 37ª giornata | Palermo | 3 – 1 | Lucchese |  |

| 22 giugno 1952 38ª giornata | Legnano | 1 – 1 | Palermo |  |

## Statistiche

### Statistiche di squadra
| Competizione | Punti | In casa | In casa | In casa | In casa | In casa | In casa | In trasferta | In trasferta | In trasferta | In trasferta | In trasferta | In trasferta | Totale | Totale | Totale | Totale | Totale | Totale | DR |
| Competizione | Punti | G       | V       | N       | P       | Gf      | Gs      | G            | V            | N            | P            | Gf           | Gs           | G      | V      | N      | P      | Gf     | Gs     | DR |
| ------------ | ----- | ------- | ------- | ------- | ------- | ------- | ------- | ------------ | ------------ | ------------ | ------------ | ------------ | ------------ | ------ | ------ | ------ | ------ | ------ | ------ | -- |
| Serie A      | 36    | 19      | 9       | 7       | 3       | 29      | 14      | 19           | 2            | 7            | 10           | 14           | 37           | 38     | 11     | 14     | 13     | 43     | 51     | -8 |

### Statistiche dei giocatori
| Giocatore     | Serie A  | Serie A |
| Giocatore     | Presenze | Reti    |
| ------------- | -------- | ------- |
| B. Alfier     | 5        | 2       |
| R. Bertocchi  | 32       | -42     |
| M. Boldi      | 11       | 0       |
| H. Bronée     | 35       | 11      |
| Bulent        | 17       | 0       |
| B. De Grandi  | 32       | 2       |
| D. Di Maso    | 30       | 5       |
| M. Foglia     | 34       | 0       |
| G. Giaroli    | 31       | 2       |
| A. Gimona     | 32       | 2       |
| L. Marchetti  | 15       | 0       |
| R. Martini    | 28       | 0       |
| F. Maselli    | 5        | 0       |
| B. Micheloni  | 31       | 8       |
| L. Pendibene  | 6        | -9      |
| F. Santamaria | 25       | 1       |
| M. Torti      | 5        | 1       |
| R. Vicovaro   | 26       | 4       |
| C. Vycpalek   | 18       | 2       |